# マーガレット・オブライエン
マーガレット・オブライエン（Margaret O'Brien, 本名: Angela Maxine O'Brien, 1937年1月15日 - ）は、アメリカ合衆国の女優。カリフォルニア州サンディエゴ出身。

## プロフィール
アイルランド系とスペイン系の血筋を持つ。父親はサーカス芸人だったが、彼女が生まれる前に亡くなっている。母親はフラメンコ・ダンサー。
1941年にメトロ・ゴールドウィン・メイヤーの映画の端役にてデビュー。1942年の『マーガレットの旅』で初主演。シャーリー・テンプルの次の世代の人気子役となる。1944年には『若草の頃』（Meet Me in St. Louis）のトゥーティ役で第17回アカデミー賞のAcademy Juvenile Award（アカデミー子役賞）を受賞している。
1951年に映画界から引退。その後はテレビドラマや舞台に出演。
2003年の第75回アカデミー賞授賞式に過去の受賞者としてステージに登場した。2006年には、ハリウッド・ウォーク・オブ・フェームに名前が刻まれた。

## 私生活
これまで2回結婚しており、1977年に長女を出産している。

## 主な出演作品

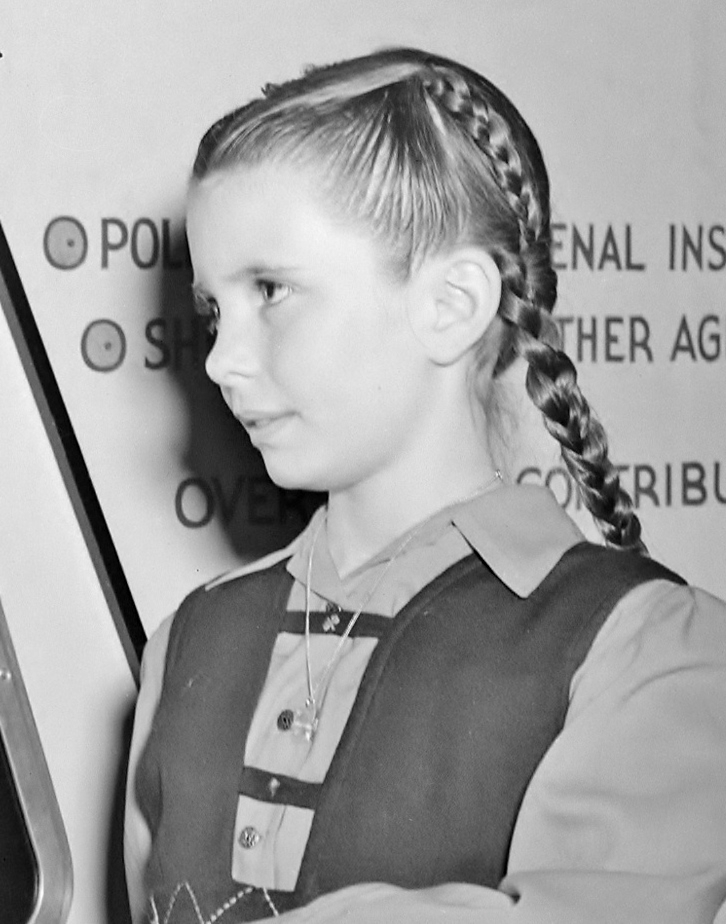

| 公開年 | 邦題 原題                               | 役名                        | 備考           |
| ------ | --------------------------------------- | --------------------------- | -------------- |
| 1941   | ブロードウェイ Babes on Broadway        | マキシン                    | クレジット無し |
| 1942   | マーガレットの旅 Journey for Margaret   | マーガレット                |                |
| 1943   | 万雷の歓呼 Thousands Cheer              | レッド・スケルトンの店の客  |                |
| 1943   | キュリー夫人 Madame Curie               | イレーネ・キュリー（5歳）   |                |
| 1943   | 迷へる天使 Lost Angel                   | アルファ                    |                |
| 1943   | ジェーン・エア Jane Eyre                | アデル                      |                |
| 1944   | 幽霊は臆病者 The Canterville Ghost      | Lady Jessica de Canterville |                |
| 1944   | 若草の頃 Meet Me in St. Louis           | トゥーティー・スミス        |                |
| 1944   | 百万人の音楽 Music for Millions         | マイク                      |                |
| 1945   | 緑のそよ風 Our Vines Have Tender Grapes | セルマ                      |                |
| 1946   | 悪漢バスコム Bad Bascomb                | エミー                      |                |
| 1946   | 夢みる少女 Three Wise Fools             | シェイラ                    |                |
| 1947   | The Unfinished Dance                    | Meg Merlin                  |                |
| 1949   | 若草物語 Little Women                   | エリザベス・マーチ（ベス）  |                |
| 1949   | 秘密の花園 The Secret Garden            | メアリー・レノックス        |                |
| 1952   | 二人の瞳                                | キャサリン・マクダーモット  | 日本映画       |
| 1956   | 稲妻グローリー Glory                    | クララベル                  |                |
| 1960   | 西部に賭ける女 Heller in Pink Tights    | デラ・サウスビー            |                |
| 1981   | エイミー Amy                            | ヘイゼル・ジョンソン        |                |

## トリビア
- 美空ひばりとは同い年で、1952年（昭和27年）9月4日に来日して映画『二人の瞳』（大映制作）で共演した。同年10月10日、離日。近年もNHKの取材に応じ、ひばりの特別番組で当時の思い出やひばりへのメッセージを語った。
- 彼女は、上記の1944年のアカデミー子役賞で授与されたミニチュアのオスカー像（このミニチュア像は現在の授賞式では用いられていない）を紛失してしまっていた。彼女は全米を探したが見つからなかった。しかし、近年のある日、アンティーク収集家の一般の男性2人組から、彼女のオスカー像があるとの連絡が入った（彼らは彼女が紛失して探し回っていたことは全く知らなかった）。男性たちは1つ条件を付けた。「僕らの手から直接渡したい。アカデミー賞のプレゼンターになりたかったんだ」。もちろん、彼女は快諾し、オスカー像は彼女の手に戻った。この2度目？の授与式にはマスコミも取材に来ていた（3人とも服装は正装ではなく普段着だった）。